# Bruce Botnick
Bruce Botnick is een beroemde Amerikaanse muziekproducent. Hij werd vooral bekend door zijn werk met The Doors en Love. Hij verzorgde de techniek van de eerste twee albums van Love en produceerde samen met de zanger Arthur Lee hun derde album, Forever Changes (1967), dat tegenwoordig vaak gezien wordt als hun beste album.
In november 1970 nam hij de productie van het album L.A. Woman van The Doors - de laatste plaat met zanger Jim Morrison, voor zijn overlijden - over van Paul A. Rothchild, die er voortijdig mee stopte. Botnick hielp ook mee met de techniek van Let It Bleed van The Rolling Stones. Later produceerde hij de eerste twee albums van de Amerikaanse singer-songwriter Eddie Money, Eddie Money (1977) en Life for the Taking (1978). Ook produceerde hij twee albums van de Amerikaanse rockband van Paul Collins, The Beat, The Beat (1979) en The Kids Are the Same (1982).
Botnick werkte langdurig samen met de componist van filmmuziek Jerry Goldsmith. Hun samenwerking begon met de film  Star Trek: The Motion Picture (1979). Vanaf de jaren tachtig werkten ze vrijwel voortdurend samen in de filmindustrie, tot Goldsmith in 2004 stierf.